# Athenäum
För andra betydelser, se Ateneum (olika betydelser).
Athenäum är namnet på en tidskrift som gavs ut av bröderna August Wilhelm Schlegel och Friedrich Schlegel. Den anses ha legat till grund för den tyska romantiken. Mellan 1798 och 1800 utkom totalt sex nummer. Friedrich Schlegel började 1803 ge ut tidskriften Europa, som på sätt och vis utgör en fortsättning av tidskriften.